# Polygala
Polygala L., (cunoscut și sub numele de poligală, amăreală, șopârliță, șerpăriță sau șerpânță), este un gen de plante originar din Europa, Africa de Sud, Australia. Genul Polygala, aparținând familiei Polygalaceae, cuprinde aproximativ 500 specii de plante perene, erbacee, arbuști sau semiarbuști.

## Specii
Specii de poligală
- Polygala alba
- Polygala alpestris
- Polygala amara
- Polygala amarella
- Polygala apopetala
- Polygala arillata
- Polygala calcarea
- Polygala chamaebuxus
- Polygala comosa
- Polygala cowellii
- Polygala lutea
- Polygala major
- Polygala myrtifolia
- Polygala nicaeensis
- Polygala paucifolia
- Polygala senega
- Polygala serpyllifolia
- Polygala tenuifolia
- Polygala vayredae
- Polygala virgata
- Polygala vulgaris